# Sociedad Europea de Cardiología
La Sociedad Europea de Cardiología, abreviada ESC, por sus siglas en inglés (European Society of Cardiology), es una asociación profesional no gubernamental sin ánimo de lucro, cuyo objetivo es promover la prevención, el diagnóstico y el tratamiento de las enfermedades cardiovasculares. Fue fundada el 2 de septiembre de 1950, con ocasión del primer Congreso Mundial de Cardiología celebrado en París.
Su sede se encuentra en Sophia Antipolis (Casa Europea del Corazón), en el sur de Francia. Cuenta también con una oficina en Bruselas, Bélgica. Además del desarrollo ulterior de la cardiología, la ESC sirve para promover el intercambio científico, los contactos personales y la garantía de calidad en la formación y el perfeccionamiento de la especialidad. En 2011, estaba formada por 54 organizaciones profesionales nacionales, 5 asociaciones, 5 consejos y 19 grupos de trabajo. En 2024, la ESC afirmó representar a 105.000 cardiólogos.
La Sociedad publica siete revistas cardiológicas con diferentes especialidades. La revista European Heart Journal tiene el mayor factor de impacto, con una tirada de 15 203 ejemplares (2014). 
La ESC también publica directrices sobre temas cardiológicos importantes. Estas están disponibles para todo el mundo.

## Lista de revistas publicadas (extracto)
- European Heart Journal
- Cardiovascular Research
- European Journal of Heart Failure

## Literatura (extracto)
- Lombardi, M.; Plein, S.; Petersen, S.; Bucciarelli-Ducci, C.; Buechel, E.V.; Basso, C.; Ferrari, V. (2018). The EACVI Textbook of Cardiovascular Magnetic Resonance. The European Society of Cardiology Series. OUP Oxford. ISBN 978-0-19-108505-5. Consultado el 8 de junio de 2024.
- Heidbuchel, H.; Duytschaever, M.; Burri, H. (2017). The EHRA Book of Interventional Electrophysiology: Case-based Learning with Multiple Choice Questions. The European Society of Cardiology Series. Oxford University Press. ISBN 978-0-19-876637-7. Consultado el 8 de junio de 2024.
- Abreu, A.; Schmid, J.P.; Piepoli, M. (2020). ESC Handbook of Cardiovascular Rehabilitation: A Practical Clinical Guide. European Society of Cardiology. Oxford University Press. ISBN 978-0-19-884930-8. Consultado el 8 de junio de 2024.